# رأس مطبخ
رأس مطبخ یک منطقهٔ مسکونی در قطر است که در شهرداری الخور واقع شده‌است.